# Хабибулла, Камрон
Камрон Хабибулла (англ. Kamron Habibullah; 23 октября 2003, Ташкент, Узбекистан) — канадский футболист, левый вингер клуба «Спортинг Канзас-Сити II».

## Карьера

### Ранние годы и начало карьеры
Камрон родился в Ташкенте, Узбекистан, куда его отец Мухибулла иммигрировал из Афганистана в возрасте 16 лет и там встретил его мать Гавхар. В 2005 году его семья перебралась в Британскую Колумбию, Канада. Его старший брат Массуд также занимался футболом.
Оттачивал футбольные навыки в командах «Саут Бернаби», «Метро Бернаби Силектс» и «Маунтин Юнайтед». К системе академии «Ванкувер Уайткэпс» Хабибулла присоединился в возрасте 12 лет в 2016 году. Забил 21 гол в 58 матчах за команды академии от 16 до 19 лет. В составе команды до 15 лет участвовал в Кубке Роттердама 2018, и во время турне по Испании забил гол в матче против академии «Реал Мадрид». В составе команды до 17 лет забил четыре гола на Кубке Generation adidas 2019.

### Клубная карьера
23 апреля 2021 года клуб MLS «Ванкувер Уайткэпс» подписал с Хабибуллой контракт по правилу доморощенного игрока. Его профессиональный дебют состоялся 2 мая в матче против «Колорадо Рэпидз», в котором он вышел на замену перед финальным свистком вместо Кайо Алешандре.
11 марта 2022 года Хабибулла был отдан в аренду клубу «Пасифик» до конца сезона 2022 в Канадской премьер-лиге. За «Пасифик» дебютировал 10 апреля в матче первого тура сезона против «Форджа», выйдя на замену на 85-й минуте.
По окончании сезона 2023 «Ванкувер Уайткэпс» отклонил опцию продления контракта с Хабибуллой.
7 марта 2024 года Хабибулла подписал контракт с американским клубом «Спортинг Канзас-Сити II» из MLS Next Pro. За СКС II дебютировал 24 марта в матче против «Вентура Каунти», выйдя на замену в конце второго тайма вместо Кейдена Пьера. 7 апреля в матче против «Колорадо Рэпидз 2» забил свои первые голы за СКС II, оформив хет-трик, за что был назван игроком недели в MLS Next Pro. 28 апреля оформил свой второй хет-трик в сезоне в матче против «Миннесоты Юнайтед 2», за что ещё раз был назван игроком недели в MLS Next Pro. Всего в апреле Хабибулла забил семь голов, за что был назван игроком месяца в MLS Next Pro.

### Международная карьера
В 2019 году в составе сборной Канады до 17 лет Хабибулла принимал участие в юношеских чемпионатах мира и КОНКАКАФ. В пяти матчах континентального турнира забил три мяча.
В составе сборной Канады до 20 лет Хабибулла принял участие в молодёжном чемпионате КОНКАКАФ 2022.

## Достижения
Личные
- Игрок месяца в MLS Next Pro: апрель 2024

## Статистика выступлений
| Выступление             | Выступление      | Выступление      | Лига | Лига | Плей-офф | Плей-офф | Кубок | Кубок | Континент | Континент | Итого | Итого |
| Клуб                    | Лига             | Сезон            | Игры | Голы | Игры     | Голы     | Игры  | Голы  | Игры      | Голы      | Игры  | Голы  |
| ----------------------- | ---------------- | ---------------- | ---- | ---- | -------- | -------- | ----- | ----- | --------- | --------- | ----- | ----- |
| Ванкувер Уайткэпс       | MLS              | 2021             | 3    | 0    | —        | —        | 0     | 0     | —         | —         | 3     | 0     |
| Ванкувер Уайткэпс       | MLS              | 2022             | 0    | 0    | —        | —        | 0     | 0     | —         | —         | 0     | 0     |
| Ванкувер Уайткэпс       | MLS              | 2023             | 0    | 0    | 0        | 0        | 0     | 0     | 0         | 0         | 0     | 0     |
| Ванкувер Уайткэпс       | Итого            | Итого            | 3    | 0    | —        | —        | 0     | 0     | 0         | 0         | 3     | 0     |
| Пасифик (аренда)        | CPL              | 2022             | 14   | 0    | 2        | 0        | 0     | 0     | 0         | 0         | 16    | 0     |
| Уайткэпс 2 (фарм-клуб)  | MLS Next Pro     | 2023             | 18   | 4    | —        | —        | —     | —     | —         | —         | 18    | 4     |
| Спортинг Канзас-Сити II | MLS Next Pro     | 2024             | 21   | 10   | —        | —        | —     | —     | —         | —         | 21    | 10    |
| Всего за карьеру        | Всего за карьеру | Всего за карьеру | 56   | 14   | 2        | 0        | 0     | 0     | 0         | 0         | 58    | 14    |